# Чипровци (община)
Чипровци (болг. Община Чипровци) — община в Болгарии. Входит в состав Монтанской области. Население составляет 4862 человека (на 21.07.05 г.).
Административный центр общины в городе Чипровци. Кмет общины Чипровци — Захарин Иванов Замфиров (Земледельческий союз Александра Стамболийского (ЗСАС)) по результатам выборов 2007 года в правление общины.

## Состав общины
В состав общины входят следующие населённые пункты:
1. Белимел
2. Горна-Ковачица
3. Горна-Лука
4. Железна
5. Мартиново
6. Митровци
7. Превала
8. Равна
9. Челюстница
10. Чипровци